# Craibia macrantha
Craibia macrantha är en ärtväxtart som först beskrevs av François Pellegrin, och fick sitt nu gällande namn av Jan Bevington Gillett. Craibia macrantha ingår i släktet Craibia, och familjen ärtväxter. Inga underarter finns listade i Catalogue of Life.